# 秋田電気通信部
秋田電気通信部（あきたでんきつうしんぶ）は秋田県秋田市にあった日本電信電話公社東北電気通信局が管轄する地方電気通信部の一つ。秋田県内の電報局、電話局および電報電話局を支援、指導、管理していた。

## 所在地

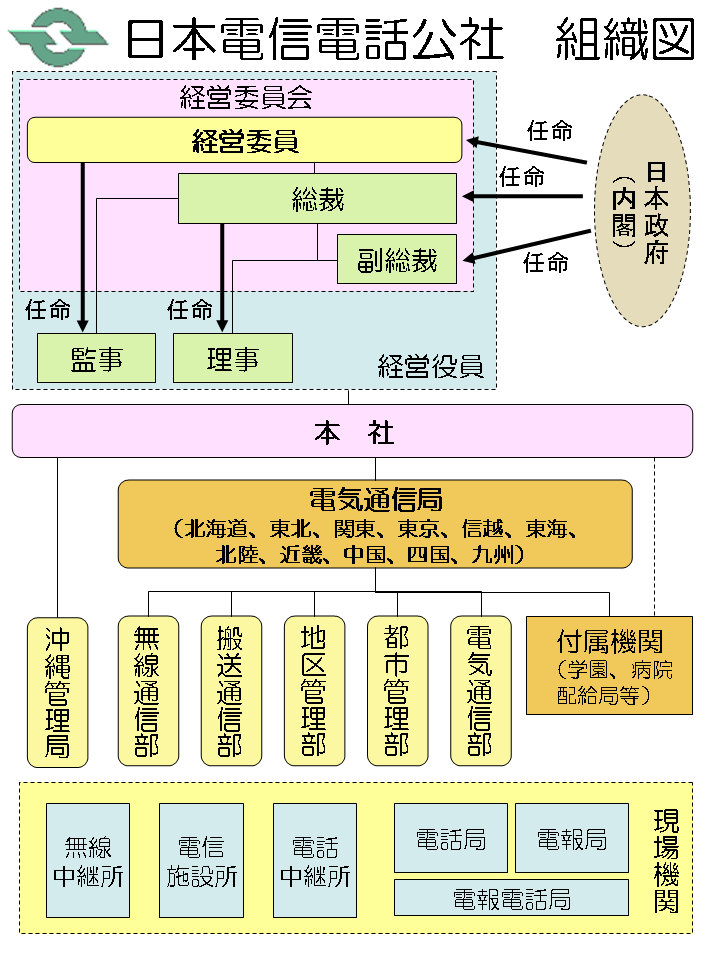
電電公社組織概要図

- 秋田市手形休下町2-32

## 沿革
- 1949年（昭和24年）6月1日 - 秋田市手形本新町に秋田電気通信部として設立。秋田、能代、大館、横手、本荘、大曲電気通信管理所を設置[1]。
- 1952年（昭和27年）11月1日 - 県内6電気通信管理所を廃止[2]。
- 1953年（昭和28年）
  - 3月13日 - 火災により、秋田電気通信部庁舎全焼[3]。
  - 12月30日 - 秋田市手形本新町に木造平屋の新庁舎新築[3]。
- 1969年（昭和44年）9月1日 - 局舎新築工事のため、秋田市大町五丁目に移転[2]。
- 1971年（昭和46年）6月28日 - 秋田市手形休下町に新築、移転[2]。
- 1972年（昭和47年）2月10日 - 線路工事課を第一線路工事課と第二線路工事課に分課[2]。
- 1975年（昭和50年）
  - 2月7日 - 庶務課、職員課を設置[2]。
  - 3月5日 - 工事連絡室を設置[2]。
- 1976年（昭和51年）2月10日 - 施工課を線路施工課と機械施工課に分課[2]。
- 1978年（昭和53年）2月10日 - 設計課を線路設計課と機械設計課に分課[2]。
- 1980年（昭和55年）2月8日 - 業務課､建築課を設置[2]。
- 1982年（昭和57年）8月12日 - 秋田電電体育館が完成。
- 1985年（昭和60年）4月1日 - 民営化に伴い、NTT秋田支社となる[4]。
- 1990年（平成2年）4月1日 - NTT秋田支社を廃止。NTT秋田支店、大館支店、横手支店に機能を分割、統合[5]。
- 2004年（平成16年）7月30日 - 跡地にグランマート手形店がオープン。

## 管轄していた電報電話局
- 秋田電報電話局など。